# Santuario de la Tuiza
El santuario de la Tuiza es un templo barroco ubicado en Chanos, perteneciente al municipio de Lubián de la provincia de Zamora (Castilla y León, España).
En 1995 ha sido declarado bien de interés cultural con categoría de monumento. Es uno de los ejemplos más interesantes y de mayor raigambre popular, de la comarca zamorana de Sanabria y lugar de celebración de una conocida romería. El edificio responde a un esquema barroco muy puro, con claras influencias galaico-portuguesas, sobresaliendo su torre, en la que son de admirar su cúpula y linterna, ornadas con rica decoración de volutas.

## Ubicación
El santuario se encuentra en Chanos, perteneciente al municipio de Lubián. Se encuentra situado al fondo de un valle y al pie de la vía A-52. Se encuentra situado en un bello paraje, rodeado de abundante arbolado, con paisajes claramente gallegos formados por helechos, robles chopos y pinos que forman una especie de bosque.

## Historia
Su primer emplazamiento estuvo en un paraje llamado “Cavados”, en el término de Chanos, aunque en el siglo XVIII fue traslada a su actual emplazamiento. La tradición afirma que la capilla de la primera ermita fue reconstruida en su planta cuadrada piedra a piedra, correspondiendo pues con la actual capilla mayor; también se afirma que la torre tiene la misma procedencia. Ambas afirmaciones populares no encuentran su justificación a la vista del actual inmueble, a lo más se reaprovecharían algunos materiales en la construcción de la actual iglesia.
Cuenta también la tradición que uno de los colectivos más devotos de la Virgen de Tuiza fueron los segadores gallegos en su ir y venir a trabajar en verano a Castilla y León.

## Descripción
Edificio con planta de cruz latina, en el que la cabecera y brazos del crucero son rectos y de escaso fondo. Del exterior destaca como una obra ajena a los gustos zamoranos y muy influenciada por las corrientes gallegas. Construida con buena sillería, cuenta con una cubierta de pizarra al estilo de la arquitectura de la comarca de Sanabria. La torre es cuadrada en el que se encuentran los vanos de las campanas y el cupulín, siendo aquí donde se concentran todos los motivos decorativos, pues la fábrica se caracteriza por su desornamentación. El brazo de crucero contiene una ventana apaisada para poder contemplar a la Virgen desde el exterior cuando el templo se encuentra cerrado.
De su interior destacan sus bóvedas pétreas de medio cañón soportadas sobre pilastras. El edificio cuenta con una puerta principal, existiendo otras dos en la nave que se encuentran enfrentadas y adinteladas.

## Festividad
Los días grandes de este santuario son el último domingo de septiembre y el día de Nuestra Señora de las Nieves, el 5 de agosto.